# Risico-indicator
De risico-indicator is een vast onderdeel van het essentiële-informatiedocument (Eid), in de EU een verplicht, gestandaardiseerd document voor complexe beleggingsproducten en voor verzekeringsproducten met een beleggingscomponent. Het is een getal van 1 (laagste risico) tot en met 7 (hoogste risico).
Dit risico is gebaseerd op de volatiliteit van het rendement. Op basis van Europese regelgeving zijn aanbieders van beleggingsfondsen in Nederland verplicht deze informatie te delen met (potentiële) beleggers.

## Berekening
Het risicoprofiel wordt bepaald door de volatiliteit, de standaarddeviatie, te berekenen met weekdata over de afgelopen vijf jaar. Hoe groter de standaarddeviatie, des te hoger de score. De score loopt van 1, voor een beleggingsportefeuille met een laag risico, tot 7 voor portfolio’s met het hoogste risico.
De portefeuillebeheerder moet de risicowijzer aanpassen als de resultaten daartoe aanleiding geven. De beheerder is verplicht de berekening op regelmatige basis te maken. Als de uitkomst gedurende vier maanden op een andere score uitkomt dan aan de klanten is meegedeeld, moet de score daadwerkelijk worden aangepast. Verder moet bij een belangrijke wijziging van het beleggingsbeleid ook de berekening opnieuw worden gedaan.
Bij de introductie van een nieuw beleggingsproduct ontbreken over de gehele of een deel van de vereiste periode de noodzakelijke data voor het doen van de berekening. De beheerder mag dan van vergelijkbare marktdata gebruikmaken mits deze aansluiten bij het te voeren beleggingsbeleid.

## Opmerkingen
- De risicowijzer is gebaseerd op de beweeglijkheid van de koersen in het verleden en dit geeft een indicatie voor de beweeglijkheid in de toekomst, maar geen garantie.[1]
- Bij een grote beweeglijkheid kunnen de rendementen hoger zijn, maar ook veel lager. Het laagste risico impliceert niet dat een klant geen verlies kan lijden.[1]
- De risicowijzer gaat uit van een gespreide beleggingsportefeuille. Een minder gespreide beleggingsportefeuille kent veelal een hoger risico.[1]
- Ten slot gaat de risicowijzer uit van een lange beleggingshorizon. Hoe korter de (resterende) beleggingshorizon en hoe beweeglijker de koersen, hoe minder tijd er is om slechte rendementen te compenseren met goede rendementen.[1]

## Naslagwerk
(en)  CESR’s guidelines on the methodology for the calculation of the synthetic risk and reward indicator, 1 juli 2010